# Чебрець Калльє
Чебрець Калльє (Thymus callieri) — вид рослин родини глухокропивові (Lamiaceae), поширений у Криму й північному Кавказі Росії.

## Морфологічна характеристика
Це багаторічна рослина 5–15 см заввишки.

## Поширення
Поширений у Криму (Україна) й північному Кавказі Росії.
В Україні вид росте на сухих схилах гір і плато — у Криму.